# Spécz József
Spécz József (Kismarton, 1802. április 26. – Pest, 1843. november 10.) bölcseleti doktor, római katolikus plébános.

## Élete
A bölcseletet 1825-ben Nagyszombatban, a teologiát 1826-tól a bécsi Pázmán-intézetben tanulta 1830-ig. Ugyanazon év szeptember 30-án felszenteltetett és bölcseleti doktor, majd teológiai borostyános lett. Segédlelkész volt Hédervárt. 1831-ben Pesten a Szent József és Szűz Mária templom lelkésze, 1840-től a Szent Rókus plébánosa volt.

## Munkái
- Anrede bei Gelegenheit der feierlichen Grundsteinlegung des neuerbauten Ofner Kaiserbaades. Gehalten am 17. Mai 1842. Pesth.
- Predigt bei Gelegenheit der feierlichen Glockenweihe in der Christinenstädter Pfarrkirche zu Ofen. Gehalten am siebenten Sonntag nach Pfingsten den 3. Juli 1842. Ofen, 1842.
- Bőjti szent beszédek a ker. kath. hit főigazságairól. Pest-belvárosi főegyházban németül tartván, magyarul kiadta. Pest, 1844.